# Max, Mischa und die Tet-Offensive
Max, Mischa & die Tet-Offensive ist ein Roman von Johan Harstad, der 2015 als Max, Mischa & Tetoffensiven auf Norwegisch und 2019 in der Übersetzung von Ursel Allenstein auf Deutsch erschienen ist. Der Roman verfolgt eine kleine Gruppe von nicht einmal 10 Figuren über etwa 40 Jahre von etwa 1970 bis ins Jahr 2012. Die Vielfalt der sozialen, künstlerischen und politischen Bezüge (die Tet-Offensive des Vietcong erschütterte 1968 die Siegesgewissheit der amerikanischen Öffentlichkeit) macht diesen mit über 1200 Druckseiten erschienenen Roman zu einer bedeutenden Standortbestimmung am Beginn des 21. Jahrhunderts. Ihre wichtigsten Themen sind der Verlust von Heimat, von individueller Geborgenheit und der Bereitschaft zur Klärung moralischer Grundfragen. Hauptfigur des überschaubaren Figurenensembles ist der in Norwegen geborene, in den USA groß gewordene und schließlich in New York lebende Regisseur Max Hansen, der als Erzähler durch die Niederschrift seiner Erinnerungen die Bilanz seines 35-jährigen Lebens „für euch, für uns, für mich“ ziehen will.

## Handlungsrahmen
Wie im Titel angedeutet, ist das alle Episoden durchwirkend Thema des Romans die Verflechtung von persönlichen, gesellschaftlichen und politischen Entwicklungen. Die Erzählung ist in vier unterschiedlich umfangreiche chronologische Abschnitte mit insgesamt 14 Kapiteln gegliedert, denen jeweils ein Motto vorangestellt wird. Jedes Kapitel ist noch einmal in 2 bis 8, zusammen 59 nummerierte und thematisch fokussierte Unterkapitel unterteilt, zu denen noch einige zum Teil sehr kurze nach Tagesdaten geordnete Einträge kommen – entgegen den fiktiven improvisierten und zufälligen Schreibsituationen des Ich-Erzählers ist dieser Riesenroman stark durchgliedert und ausbalanciert – trotz des Umfangs gibt es so gut wie keine „offenen Enden“.

### Erster Abschnitt
Ausgangspunkt des ersten Abschnitts ist der Herbst 2012, in dem der Regisseur Max Hansen sein Ensemble auf einer Tournee mit einem neuen Theaterstück mehrere Wochen in 13 Städten Nordamerikas begleitet. Der Erzähler beginnt nun unterwegs seinen Erinnerungen immer wieder nachzuspüren, die er in einem anschaulichen, flüssigen Parlando notiert, um sie vor dem Vergessen zu retten. Hierfür nutzt er Momente hinter der Bühne, während die Schauspieler sich mit dem ihrer Lebenserfahrung widersprechenden aktuellen Stück abmühen, nach dem Aufwachen und im Auto auf den Parkplätzen am Weg zur nächsten Spielstätte.

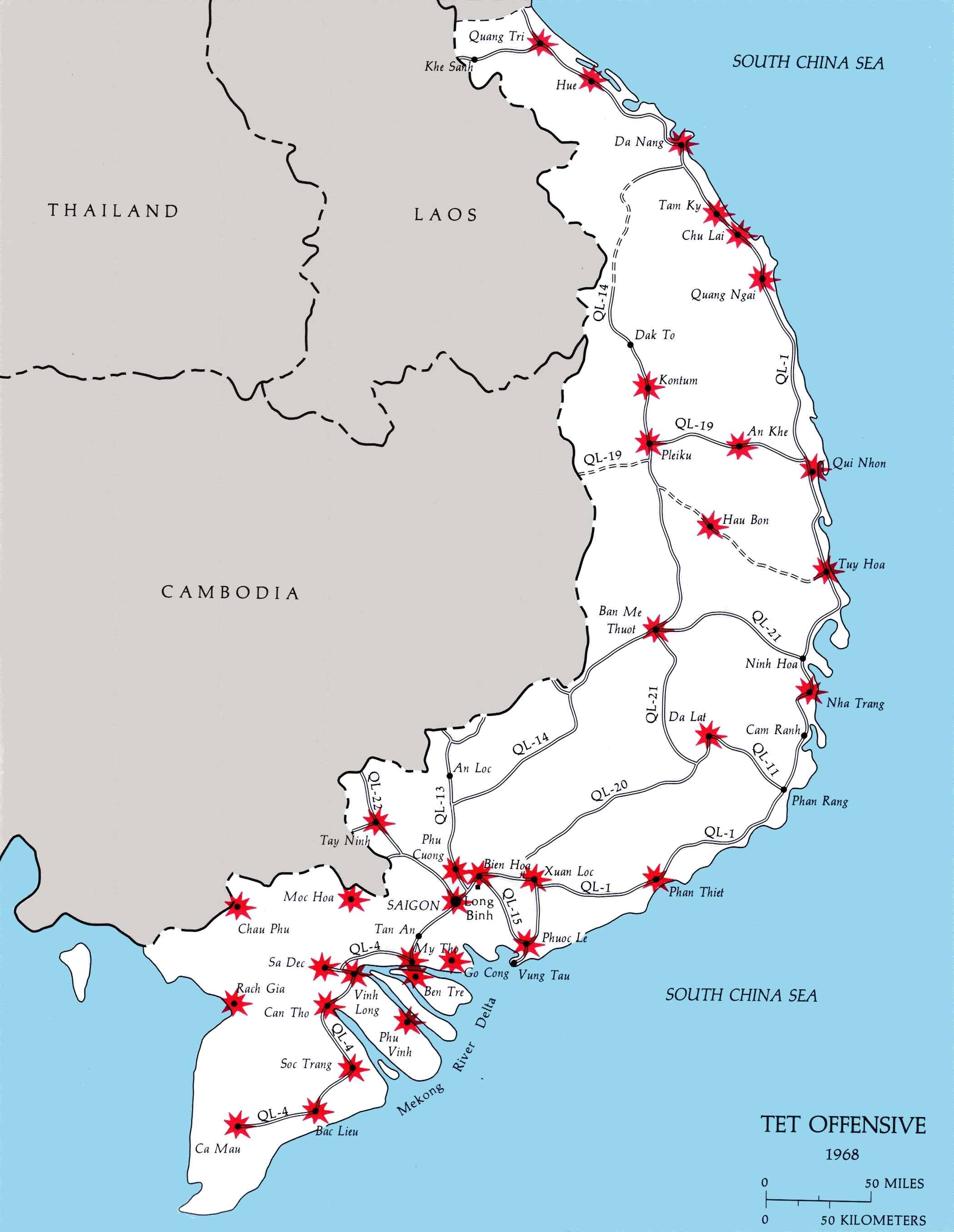
Ziele der NFL in Südvietnam während der Tet-Offensive.

Das Theaterstück, eine Verteidigung des Kapitalismus nach den wirtschaftsradikalen Ideen Milton Friedmanns, wird vor einem noch unter den Folgen des Bankencrashs 2007/08 ächzenden Publikum gespielt. Es ist zwar ironisch gemeint, wird aber vom Publikum oft zustimmend als ernst gemeinte Apologie des Kapitalismus verstanden. Resigniert konstatiert der Regisseur: Ob die Schauspieler auf der Bühne sitzen oder stehen, sei die einzige Frage, zu deren Klärung der Regisseur beitragen könne: „Wir haben uns bewegt, und alles ist gleichgeblieben.“
Er erinnert sich an die mit seinem 11. Lebensjahr einsetzenden zwei Jahre vor der Auswanderung seiner Familie nach Amerika. Durch einen Zufallsfund von politischen Buttons wird für den jungen Max der Vietnamkrieg zentral, gegen den seine kommunistisch orientierten Eltern sich früher engagiert hatten. Er lässt sich über den Krieg berichten, den er schon als Kind als Ungeheuerlichkeit, als Inferno, als Zivilisationsbruch empfindet und sieht viel zu früh die unkritischen („Rambo“) und die kritischen Kriegsfilme („Apocalypse Now“). Schon als Kind beeindrucken Max die fotografischen Ikonen der Antikriegsbewegung, die napalmverbrannte Kim Phuc und der Polizeichef von Saigon, Nguyễn Ngọc Loan, der einen mutmaßlichen Vietcong-Soldaten auf offener Straße hinrichtet.

### Zweiter Abschnitt
Im zweiten Abschnitt lernt Max nach seiner schwierigen Eingewöhnung in die neue Umgebung einer amerikanischen Kleinstadt in der Nähe von New York die außer seinen Eltern lebensbestimmenden Bezugspersonen kennen: den gleichaltrigen Mitschüler Mordecai, den Leiter ihrer Theater-AG, Wohlman, die sieben Jahre ältere Künstlerin Mischa und seinen Onkel und Vietnamkriegsveteranen Owen, dessen Lebensweg erzählerisch allmählich an den von Max herangeführt wird.
Sowohl Mordecai wie auch Mischa verlieben sich in Max. In Mordecai findet er einen seelenverwandten Freund, mit dem ihn von seiner Seite aber keine homosexuellen Begierden verbinden. Nach der Schule, von der der Leser fast nur die Probenarbeit der Theatergruppe mitbekommt, beginnen Max und Mordecai ihr Schauspielstudium und Max und Mischa ziehen bei Owen mit ein, der sich inzwischen zu einem Komponisten von Gebrauchsmusik gemausert hat.

### Dritter Abschnitt

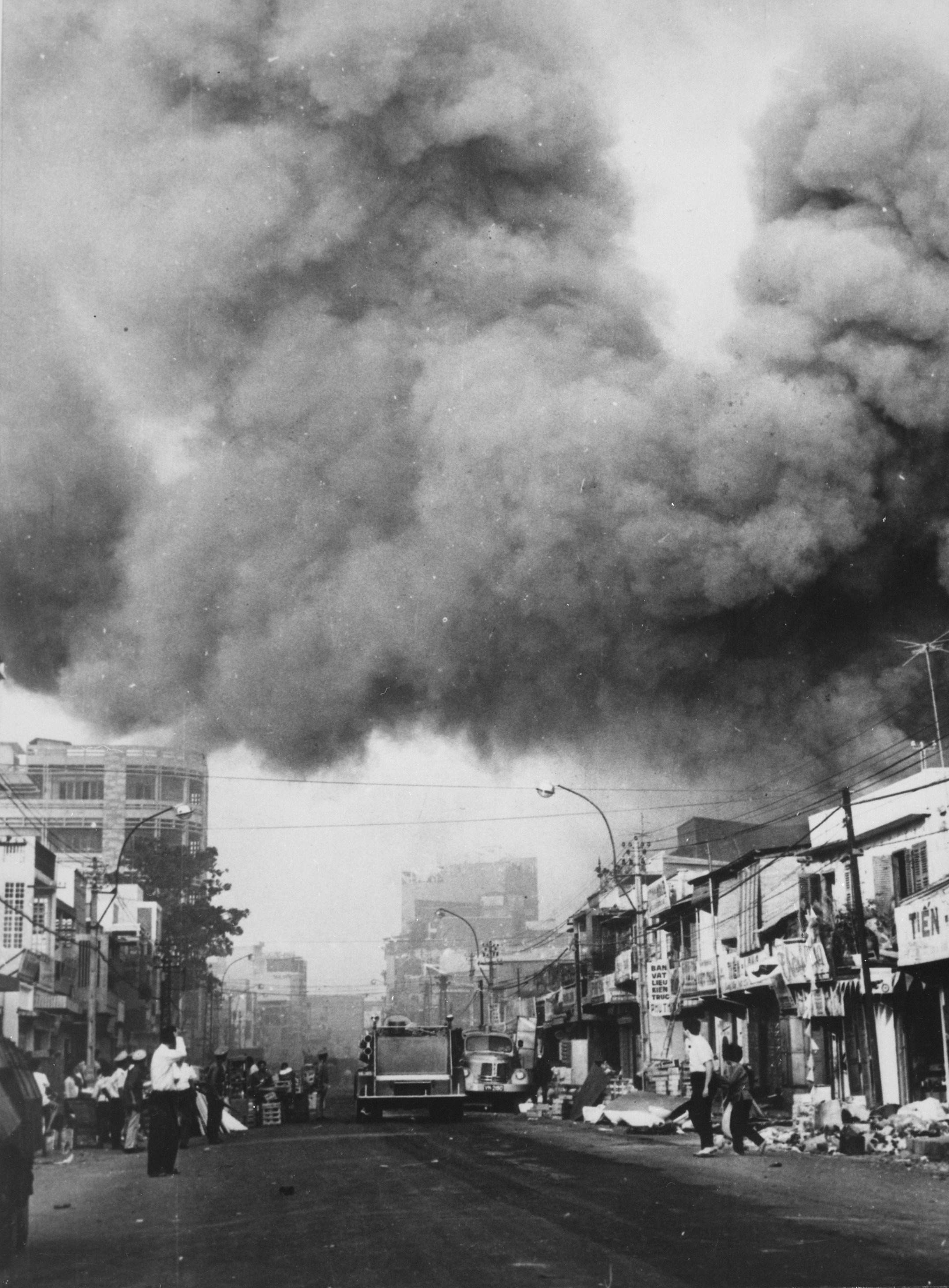
Schwarzer Rauch über Saigon, eine Feuerwehr versucht während der Angriffe der FNL zu den Bränden zu kommen.

Im dritten Abschnitt sind Max und Mordecai inzwischen Mitte 20, Mischa schon Anfang 30 und alle drei sehr erfolgreich mit ihrer Theaterregie (Max, der auch am Broadway inszeniert), Schauspielerei (Mordecai, der seiner Filmaufträge wegen nach Los Angeles zieht) und Bildenden Kunst (Mischa mit Malerei und Ausstellungen). Ausführlich wird von Max´ Arbeit an zwei an die schulische Probenarbeit mit Becketts Warten auf Godot anschließende Stücke erzählt, deren gemeinsames Drittes das Warten, die geschäftige Vermeidung der wichtigen Fragen ist. Auch Mischa bearbeitet in ihren großformatigen Bildern gesellschaftliche Themen: den Vietnamkrieg, den 11. September und den Kapitalismus.
Owens Stern als Komponist von Gebrauchsmusik beginnt zu sinken und es wird deutlich, dass er noch immer mit der Erinnerung an seinen Einsatz in Vietnam zu kämpfen hat. Er schließt sich einer Gruppe von US-Veteranen an, die Vietnam auf den Spuren ihrer früheren Kampfeinsätze besuchen. Owen erzählt Max von seiner eigenen Auswanderung aus Norwegen und von seiner freiwilligen Meldung zum Kriegsdienst nach Vietnam, um die amerikanische Staatsbürgerschaft zu erlangen. Owen eröffnet Max und Mischa schließlich, dass er an Krebs erkrankt ist, möglicherweise eine Nachwirkung seines Kontakts mit Agent Orange in Vietnam und dem Asbeststaub am Ground Zero, wo er geholfen hat, die Trümmer zu beseitigen. Max kümmert sich um ihn, bis er stirbt.
Mischa beginnt sich in der Beziehung zu Max eingeengt zu fühlen und schlägt eine zeitweilige Trennung vor. Nach mehr als 8 Monaten in Kalifornien kehrt sie vorübergehend nach New York zurück, beschließt aber bald darauf, sich nach inzwischen 16 Jahren endgültig von Max zu trennen und nach Montreal zu ziehen.
Auch Mordecai, der schon bald nach Abschluss seiner Ausbildung nach Kalifornien gezogen war, wird für Max zunehmend unerreichbar. Mordecai ist zwar zeitweilig als Schauspieler sehr erfolgreich, leidet aber mehr und mehr an Einsamkeit und Ängsten.

### Vierter Abschnitt
Im vierten Abschnitt geht die Tournee mit Max´ aktueller Inszenierung (vgl. 1. Abschnitt) zu Ende, als er die Nachricht erhält, dass Mordecai sich umgebracht hat. Max, seine Mutter und Mischa nehmen an der Beerdigung teil. Der Orkan „Sandy“ (Ende Oktober 2012) bewegt sich auf die Ost-Küste der USA zu, überflutet größere Teile von New York und zerstört auch das kleine Häuschen von Max´ Mutter und ihren Woll-Laden – beide sind nun „obdachlos“, aber ohne materielle Not. Weil Mischa sich vorstellen kann, dass Max sie, anders als bei seinem unangemeldeten Besuch in Kalifornien 3 Jahre zuvor, „lange“ besuchen könne, steigt er voller Hoffnung in ein Flugzeug nach Montreal – um „vielleicht für immer“ mit ihr zusammen zu sein.

## Die Textur der Motive
Die im 1. Abschnitt, der Ouvertüre des Romans, dicht gedrängten Motive werden in den folgenden Abschnitten in die Biografien der Hauptfiguren eingeflochten, dort in einer Spiralbewegung entfaltet und durch weitere Themen ergänzt. Der Leser stößt auf die Veränderung und Entfremdung in Beziehungen, den Irrsinn des Faschismus und des Krieges in Vietnam, die Konsequenzen von Selbsttäuschungen sowie auf den Verlust des moralischen Kompasses der Gesellschaft.

### Heimat
Das bestimmende Motiv ist der Verlust von Heimat, der nicht nur die Hauptfigur Max Hansen, sondern auch die Gesellschaft als Ganze ereilt: „Amerika ist ein Land der Heimatlosen.“
Die verlorene Heimat ist ein Doppelschicksal: Heimat steht einmal für die politische Heimat, die z. B. den kommunistisch orientierten Eltern peu á peu verloren geht. Trotz seiner kapitalismuskritischen Einstellung ist auch dem Erzähler selbst eine positive politische Vision abhandengekommen: seine Eltern seien die letzte Generation, „die glaubte, sie könnte etwas verändern; ich gehöre der ersten Generation an, die verstand, dass wir es nicht konnten“. Max fühlt sich in einer „Endlosschleife“, in einem „Malstrom“: „Nichts zu machen“, konstatiert er mit einem Becketts Warten auf Godot entlehnten Motto. „Das ist das Schlimmste, kein einziger Morgen ohne diese allumfassende Enttäuschung: noch ein Tag.“ So klingt schon am Anfang einer der Grundtöne an, die Spannung zwischen dem Unerträglichen und dem Unmöglichen.
Mit Heimat gemeint ist aber auch die ortsgebundene soziale Heimat, die der mit 12 Jahren zusammen mit seinen Eltern nach Amerika ausgewanderte Max als Erinnerungsbild und Metapher eines sicheren und berechenbaren, eines erfüllten und in einem sozialen Netz geborgenen Lebens mit sich trägt. Er weiß, dass eine Rückkehr in seine erste Heimat in Norwegen für ihn nicht mehr möglich und nicht einmal wünschenswert ist: „Ich will nach Hause. Und ich weiß nicht, wo das ist.“ „Das ist am Ende die Essenz des Ganzen, eine tiefsitzende Angst davor, kein Zuhause zu haben.“

### Zweifel
Verbunden mit dem Verlust der politischen und sozialen Heimat ist ein „sozusagen entsicherter Zweifel“ vor allem von Max an einem gelingenden Leben, der aus der sich auflösenden Erinnerung herrührt, aus dem riskanten Vertrauen in Freunde und Beziehungen, aus der Unsicherheit über die Qualität der eigenen Theaterarbeit und aus dem Beschweigen der Lebensfragen. Sich selbst und andere kommentiert Max daher in seinen bis auf ein einziges Wort reduzierten, manchmal aber auch atemlos über mehrere Seiten laufenden Sätzen ironisch und mit einem sich der Resignation und Verzweiflung entgegenstellenden Humor.
Den scheinbar festen Boden der Beziehungen schildert Harstad immer auch als dünnes Eis, zusätzlich geschwächt durch eine oft einvernehmliche Täuschung der Beteiligten, die die Veränderung und Entfremdungen vermutlich spüren, aber die wirklich drängenden Fragen nicht ansprechen können. Diese sich in feinsten Rissen andeutende Auflösung von Beziehungen registriert der Erzähler mit seismologischer Sorgfalt, z. B. bei seiner Freundschaft mit Mordecai, bei der Abnabelung Owens von seiner norwegischen Familie, später bei dessen Selbstkritik nach seinem Vietnameinsatz sowie bei seiner Liebe zu Mischa.

### Unbefristetes Warten und ziellose Bewegung
Das Beschweigen existenzieller Themen und die kompensatorische Verlagerung von Sprechen und Handeln auf ablenkende Bewegungen ist eine Ausweichstrategie sowohl in privaten wie in politischen Zusammenhängen. Max reflektiert darüber zuerst in der Theater-AG seiner High-School bei den Proben zu Becketts Warten auf Godot: die Jungschauspieler bekommen den Auftrag, ein Handeln ohne ethisches Ziel als Illusion zu enttarnen, den Zuschauern „den Eindruck zu vermitteln, die Welt wäre in Bewegung, obwohl alles stillsteht“. Dieses unaufhörliche Warten, dieser geschäftige Stillstand, diese Nichts-zu-machen-Resignation bei der Klärung von Grundlagen ist das Thema von Max´ späteren Regiearbeiten und klingt auch in den Berichten über Ausstellungen und Installationen seiner Künstlerfreunde an. Die Eckpunkte des Tableaus ungelöster moralischer Grundfragen, auf deren Beantwortung die Gesellschaft ebenso wartet wie die beiden Schauspieler auf Godot in Becketts gleichnamigem Stück, bilden die wiederholten Bezugnahmen auf Ereignisse aus der jüngsten Geschichte der USA: auf den von den USA nach Vietnam getragenen Krieg und auf den seine Absurdität ins Bild setzenden Film Apocalypse Now (zusammen auf etwa 140 von 1242 Textseiten), auf Nationalsozialismus und Holocaust, auf den Bosnienkrieg, die Terroranschläge vom 11. September und auf die am Rand auftauchende Finanzkrise von 2007/2008. Oder in Owens Worten: „Die amerikanische Strategie scheint ja ohnehin zu sein: Warum sollte man sich umdrehen und die eigene Scheiße untersuchen, wenn man den Blick stattdessen nach vorn richten und auf etwas Neues pissen kann?“ Aber Max interessiert genau dieser Blick über die eigene Schulter, mit dem er reale und fiktive Produktionen auf Bühnen und Leinwänden daraufhin untersucht, ob sie die von Mischa in ihren neuen abstrakten Bildern gestellte Frage beantworten: „Wie geht es uns eigentlich?“

### Sturz in die Schwärze
Ein Beispiel für die literarische Verknüpfung von Kunst und moralischer Katastrophe und zugleich ein Beispiel für Harstads zurückhaltende Art des Zeigens ist der Bericht über eine Ausstellung von Max´ Künstlerfreund Gabe mit monochromen schwarzen Bildern: Durch eine neu entwickelte Farbe wird alles auf sie fallende Licht verschluckt, „diese Bilder zu betrachten, vermittelte einem das Gefühl, in etwas Grauenvolles hinabzustürzen“, „eine absolut endlose Finsternis völliger Gleichgültigkeit ... Und genau das machte es so schwer erträglich, die Bilder zu betrachten“. Dann tritt eine Frau in einem Chanel-Kleid mit dieser lichtschluckenden Farbe auf, sodass ihre Körpermitte nicht zu existieren scheint. „Wir sahen ihre Arme, den Kopf und den Hals, wir sahen ihre Beine. Aber die Körperteile schienen nicht miteinander verbunden zu sein.“ Das Publikum weicht teils panisch zurück, einem wird schlecht und er muss den Raum verlassen. Indem Max hier seine „Lebensregel“ zitiert, „keine Hoffnung, einfach nichts, nichts zu machen“, schließt er zunächst seine bisher beschriebenen Regiearbeiten mit dieser Vernissage zusammen und parallelisiert dann erzählend Kunst und Krieg: dreißig Seiten weiter berichtet Owen von ähnlichen Eindrücken während seines Einsatzes in Vietnam, den er noch frei von Skrupeln durchlebt. „Es glich eher einer Arbeit als einem Krieg ... Ich arbeitete, ich erledigte den Job, für den ich da war und es lässt sich nicht leugnen: Wenn es darum ging, Granaten auf die Erde niederregnen zu lassen, legte ich ein gewisses Talent an den Tag.“ Die Granaten explodieren „in den Händen und Armen und Gesichtern derer, die sich inmitten der Zone befanden“, auch die Granaten desintegrieren die Körper, aber nicht nur optisch. In den Nächten werden die GIs blind in der tiefen Dunkelheit: „Die Geräusche wurden von der Schwärze verstärkt ... War die Aussicht auf die Berge tagsüber unheimlich, war sie in den Nächten geradezu unerträglich.“ 

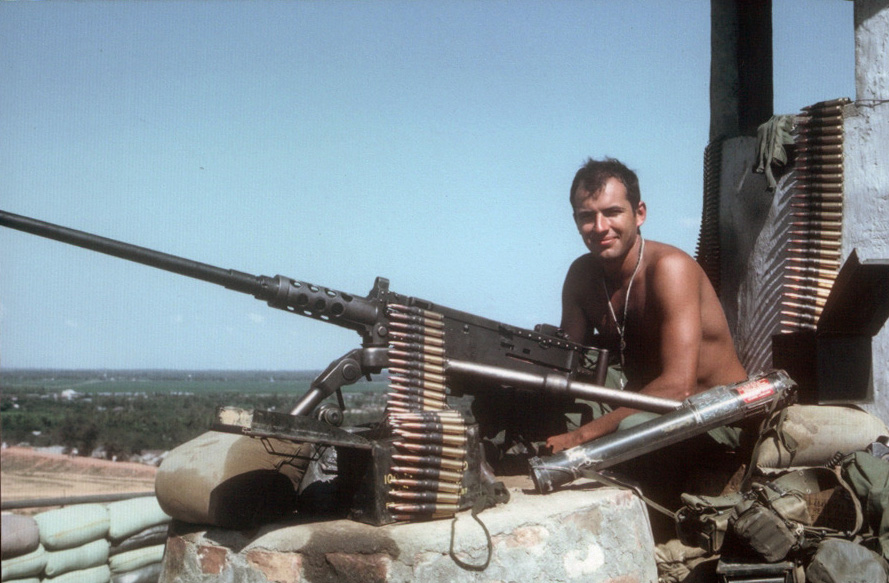
Zufrieden blickender GI in Vietnam kurz vor der Tet-Offensive

Max´ väterlicher Onkel Owen Larsen personifiziert so den als sympathisch gezeichneten westlichen Durchschnittstäter, der die elementaren moralischen Fragen zeitweilig verdrängen kann. Diese kommen erst nach Owens Vietnameinsatz wieder an die Oberfläche – in seiner Angst, die Natur werde einmal zurückschlagen, in seinen durch die Antikriegsbewegung in Gang gesetzten moralischen Zweifeln, in seinen Tränen, als er sich später mit dem Film Apocalypse Now konfrontiert und an einer Selbsthilfegruppe von Vietnamveteranen teilnimmt.

### Rettung
Der aus Becketts Stück zitierte Anfangssatz Nichts zu machen ist auch der, der am Anfang des Romans zweimal und auch später noch wiederholt wird. Aber Max fragt sich dennoch, ob die Dinge vielleicht wieder Fahrt aufnehmen könnten und hofft auf das Unerwartete. Für ihn scheiden Religion und Frömmigkeit aus, die Frauenbewegung spielt für ihn nur eine Nebenrolle. Nur für Einzelne scheint im Moment eine Rettung möglich, sofern sie im Warten nach ihrem eigenen Puls leben lernen, oder danach handeln, was sich, die Konsequenzen bedenkend, richtig anfühlt und der eigenen Richtschnur selbst dann folgen, wenn sie sich dadurch von anderen isolieren: „Ein Film kann brillant sein, auch wenn keiner ihn sieht“, pflegt der Schauspieler Mordecai zu sagen. Der Autor bietet für die existentiellen Fragen keine Lösung, aber immerhin einen verzweifelten Optimismus: „Es ist hoffnungslos, aber wir geben nicht auf!“ Und dieses Wir ist offen für überraschende Bündnisse all derjenigen, die ihre Kunst gegen den mainstream bürsten, sich der Resignation des Nichts zu machen entgegenstellen und gemeinsam zu neuen Ufern aufbrechen: „This is for us.“

## Rezeption
„Am teils nervig kulleräugigen, teils anrührenden Blues des Romans ... werden sich die Geister scheiden“, ahnt Iris Radisch (siehe unten) in der Zeit  – die Wertungen des Romans im Feuilleton reichen von „gescheitert“ bis „meisterhaft“:
Unter der Überschrift „Ein gähnender Krieg“ rät Christoph Schröder im Deutschlandradio davon ab, sich durch den Roman zu kämpfen. Er suche vergeblich nach einem schlüssigen literarischen Konzept, nach einer „allgemeingültigen Erfahrung“, nach der „Stimmung einer Epoche oder einer Generation“. Das Buch, angelegt als Familiengeschichte und Zeitroman, Entwicklungs-, Künstler- und Liebesroman, scheitere auf all diesen Ebenen an der Geschwätzigkeit des Autors und hinterlasse ein „belangloses Rauschen“. Nur die Erlebnisarmut der „Generation Max“ sei ein mögliches Motiv, die Erzählung mit den sich wiederholenden Bezugnahmen auf den Vietnam-Krieg und den Film Apocalypse Now „zu einem existentiellen Erlebnis“ aufzupumpen.
Richard Kämmerlings in der Welt ist beeindruckt vom „Sperrfeuer erzählerischer Aha- und Oho-Effekte“, vom „stilistischen Overkill“ des Romans. Er registriert, dass Harstad „sein Epos sowohl in den Theaterprojekten von Max wie auch in den Konzeptkunstwerken Mischas“ spiegelt. Aber er sieht das Grundproblem in der mangelnden Glaubwürdigkeit der Figuren und Konflikte; ähnlich wie Christoph Schröder vermutet er den Mangel an „echter“ Erfahrung als Motiv für das dauernde Anspielen auf Vietnam und Apocalypse Now.
Iris Radisch vergleicht in der Zeit den Roman mit einem „gigantischen Museum aus Papier“ für die kollektive Befindlichkeit und Sinnkrise der vergangenen Jahrhundertwende. Sie sieht eine „neue Suche nach der verlorenen Zeit“, erzählt in Form eines weichgespülten Postmodernismus, dem es an „echtem Schicksalsstoff“ fehle. Der Autor verfüge zwar über „alle postmodernen Erzähltricks“, aber sein Stil schwanke zwischen einem „verquatschten Teenager´s Diary“ und einem Kunstslang der 70er Jahre.
Jan Wiele dagegen sieht in der Frankfurter Allgemeine Zeitung im Roman eine „Great American Novel, die als gelungen gelten kann.“ Er fasst den Inhalt als „ein gewitztes Epos unbehauster Menschen“ zusammen und lobt den Humor des Autors sowie seine fortwährende Auseinandersetzung mit der Kulturgeschichte. Durch die „regelrechte Vietnam-Obsession“ des Autors und die so immer wieder unterbrochene lineare Erzählung der in die Zeitgeschichte eingebetteten Familiengeschichte gehe der rote Faden aber auch schon einmal verloren. Dieses Großprojekt werde zwar durch Erzählexzesse bedroht, aber Harstad erzeuge damit auch ein „Meta-Memoir“, das sich kritisch vom aktuellen Memoir-Kult absetze.
Wolfgang Hottner findet in der Süddeutschen Zeitung, Harstad erzähle „meisterhaft von den postmodernen Jahrzehnten.“ Seine Prosa quelle über „vor Witz, Cameoauftritten und Details, die niemals bloßer Selbstzweck sind, sondern Teil eines Ganzen.“ Themen seien der amerikanische Imperialismus, eine Obsession mit dem Film Apocalypse Now und Migrationstraumata in mehreren Varianten. Er habe ein „irrsinniges Geflecht aus Lebensläufen und Katastrophen“ geschaffen, in dem die Hauptfigur versuche, der „Unerbittlichkeit der Zeit zu entkommen“ und in seiner Regiearbeit eine „Antidramatik des Wartens“ zu inszenieren. Hottner lobt die Präzision der Beschreibung von Beziehungen und die Erfindungslust Harstads bei der im Roman vorkommenden fiktiven Kunst, den „irrwitzigen Werktiteln“ und ganzen Werkkomplexen. Harstad verhandle „exemplarisch die Geschichte ästhetischer Moden und des Kunstbetriebs von der Mitte der 1990er Jahre an bis zur Gegenwart“ – es handle sich eben auch um einen „Künstlerroman“.
Denis Scheck liest für die ARD „einen Schmöker, aber einen Schmöker mit Niveau...endlich mal ein wirklich zeitgenössischer Roman mit spannendem Personal, jeder Menge guter Ideen – manche davon sogar neu – und einer überaus vielschichtigen Handlung.“ Er empfiehlt, ihn zu lesen, da er „wirklich auf keiner seiner über 1200 Seiten langweilt. Seit Goethes Wilhelm Meister gab es keinen so klugen Theaterroman.“